# Mammillaria gracilis
Mammillaria gracilis — вид кактусов из рода Маммиллярия (Mammillaria). Родина растения — мексиканский штат Идальго.
Согласно современным представлениям, название входит в синонимику подвида Mammillaria vetula subsp. gracilis (Pfeiff.) D.R.Hunt (1997).

## Биологическое описание

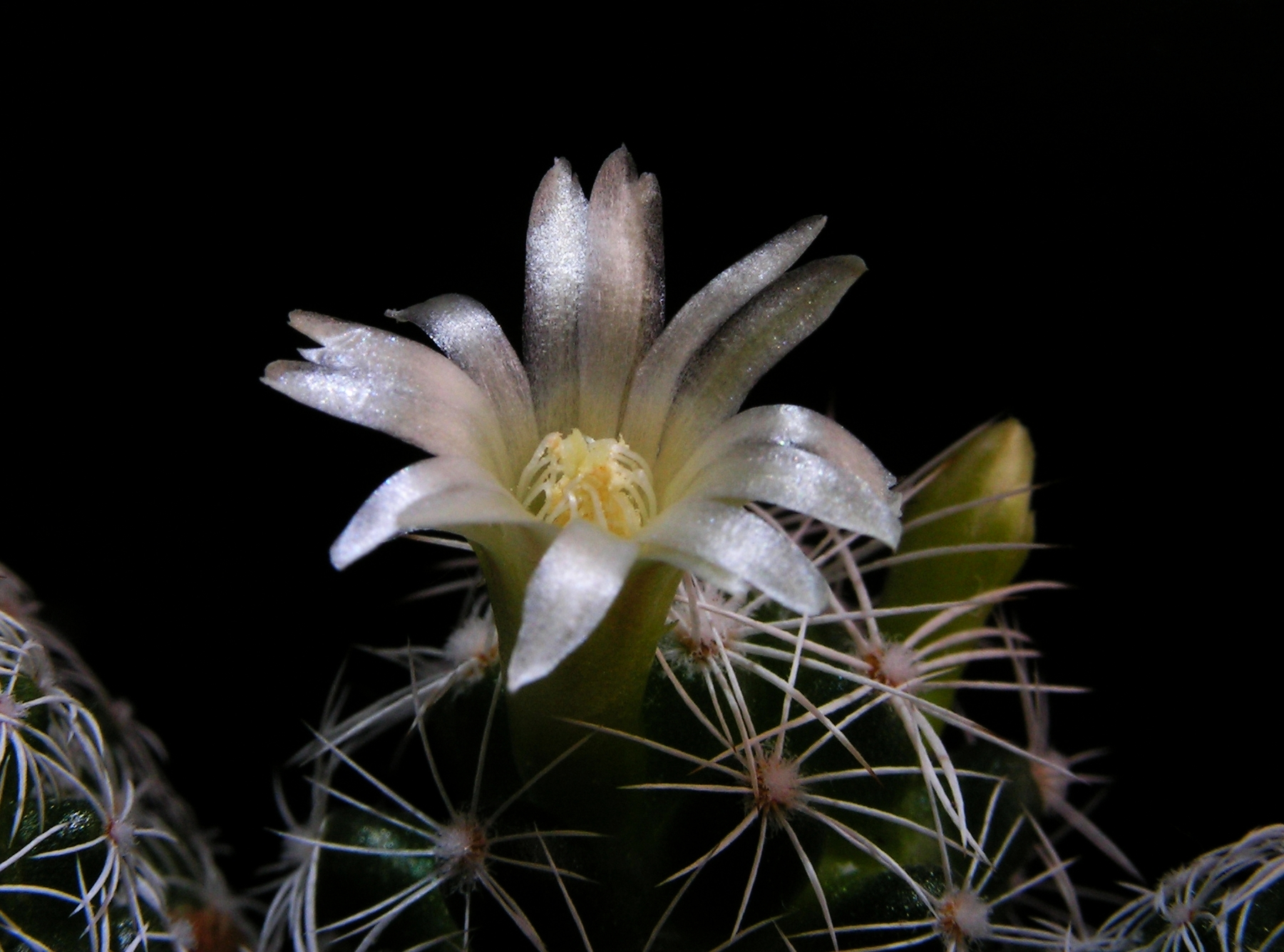
Цветок крупным планом

Стебель зелёный, цилиндрический, кустящийся, с возрастом стебель наклоняется и может быть лежачим, достигает 4 см в диаметре. Растения с самого раннего возраста кустятся, довольно быстро разрастаясь и образуя обширные колонии.
Соски конические, аксилы слабоопушённые. Радиальные колючки прилегающие, желтовато-белые, имеют длину около 8 мм, их число в аксиле может достигать двадцати штук. центральных колючек часто нет; если есть, то одна, тёмно-коричневой окраски. Центральные колючки обычно появляются на аксилах, расположенных в самом верху старых стеблей.
Цветки длиной до 1,5 см. Лепестки белые, иногда желтоватые. Полностью раскрытые цветки имеют диаметр около 1,5 см. Время массового цветения — с декабря по февраль, иногда цветение может продолжаться до мая.
Плоды грязно-красные.

## Агротехника
Лучше всего растут в воздухо- и водопроницаемом субстрате. Для нормального развития растению требуется много солнечного света. Растение очень неприхотливое, но при недостатке света растения не цветут, а стебли сильно вытягиваются.
Рекомендуемый режим зимовки (с октября по апрель) — сухой и относительно холодный, от +10 до +12 ºС.